# Железная дорога Рим — Витербо
Железная дорога Рим — Витербо или  Железная дорога Рим — Чивитакастеллана — Витербо — пригородный поезд, связывающий Рим (Италия) с Витербо, столицей провинции Витербо.  Линия в 102 км длиной, также известная в Риме как линия Roma Nord, после прошедшей концессии стала частью метрополитена и региональной железнодорожной сети.

## Станции
- Пьяццале Фламиниo ↔ Витербо

- Пьяццале Фламинио
- Эуклиде
- Аква Асетоза
- Кампи Спортиви
- Монте Антенне
- Тор ди Квинте
- Дуе Понти
- Гроттаросса
- Сакса Рубра
- Сентро РАИ
- Лабаро
- Ла Селса
- Прима Порта
- Ла Джустиниана — Вилла-ди-Ливия
- Монтебелло
- Сакрофано
- Риано
- Кастельнуово-ди-Порто
- Морлупо
- Мальяно Романо
- Мороло
- Риньяно Фламинио
- Сант'Оресте
- Пьян Парадизо
- Понцано
- Сивита Кастеллана
- Каталано
- Фалери
- Фабрика ди Рома
- Корчано
- Кардарелли
- Виньянелло
- Валлерано
- Ла Селва
- Сориано нель Симино
- Санта Лусия
- Ла Форначчиа
- Виторчано
- Банья
- Витербо